# Alexander Rossi (pilot)
Alexander Rossi (nascut el 25 de setembre de 1991 a Auburn, Califòrnia) és un pilot estatunidenc. Actualment competeix per Andretti Autosport a les IndyCar Sèries, després d'haver corregut a la Fórmula 1 amb Manor Racing.

## Carrera

### Inicis
Va començar la seva trajectòria en el karting, passant en 2005 als monoplaces a l'escola Skip Barber, on va resultar tercer en la Skip Barber National 2006. En la temporada 2007 de la Formula BMW Nord-americà, Rossi va acabar amb tres victòries, una pole i dues voltes ràpides. En la temporada 2008 guanyaria la Fórmula BMW Nord-americà amb deu victòries en quinze carreres.
Rossi va retornar a Europa en 2009 per disputar la Fórmula Master Internacional, on va resultar quart amb tres victòries.

### GP2 Àsia Series i GP3 Àsia Series
Rossi va ser contractat per Ocean Racing Technology en les dues primeres carreres de la GP2 Àsia 2009/10, acabant 4º i 5º. Meritus Malàisia el va contractar a partir d'aquí, puntuant en altres dues carreres per resultar novè en el mini torneig. A continuació va disputar la GP3 Sèries amb ART Grand Prix, tenint com a companys Esteban Gutiérrez i Pedro Enrique. Va obtenir dos victòries i cinc podis en 16 carreres, finalitzant quart en el campionat.

### World Sèries by Renault
L'any 2010 va córrer en la cursa del circuit de Mònaco, on es va acabar retirant. L'any 2011 va finalitzar tercer en el campionat amb l'equip Fortec, amb dues victòries i sis podis en 17 careras. L'any 2012 va canviar a l'equip Arden Caterham i només va poder aconseguir el 11º lloc en la classificació general, amb un tercer lloc a Mònaco com a millor resultat.

### GP2 Sèries
Rossi va ascendir a la GP2 Sèries en 2013, fitxant per Caterham. Va obtenir una victòria i quatre podis en 22 carreres, per la qual cosa va resultar novè en el campionat. En 2014 va disputar la primera meitat del campionat amb Caterham i una cursa amb Campos, després de la que es va absentar en les cinc dates finals.
El nord-americà va retornar a la GP2 Sèries l'any 2015 com a pilot titular de Racing Engineering.

### Fórmula 1
Diversos rumors el van relacionar amb l'equip US F1 que pretenia competir en a la temporada 2010, però finalment no va poder fer-ho. Després va provar un BMW Sauber en un test de joves pilots Des de 2012 és pilot reserva de Caterham.
El 24 de juliol de 2014 es confirma la seva incorporació com a pilot de proves de Marussia, i inesperadament l'equip li dona l'oportunitat de debutar en una carrera a Bèlgica, encara que finalment fa marxa enrere a última hora. Després del greu accident de Jules Bianchi a Suzuka, Rossi l'anava a substituir en el GP de Rússia, però després l'equip va decidir córrer amb un sol cotxe amb Max Chilton.
A l'any següent, Rossi va tornar a competir per a la mateixa escuderia, ara anomenada Manor, en algunes de les últimes curses del 2015.

### IndyCar
L'any 2016, Rossi firma per Andretti Autosport per córrer a les IndyCar Series.

### Resultats a la Fórmula 1
| Any  | Escudería     | 1   | 2   | 3   | 4   | 5   | 6   | 7   | 8   | 9   | 10  | 11  | 12  | 13     | 14     | 15  | 16     | 17     | 18     | 19  | 20 | Lloc | Punts |
| ---- | ------------- | --- | --- | --- | --- | --- | --- | --- | --- | --- | --- | --- | --- | ------ | ------ | --- | ------ | ------ | ------ | --- | -- | ---- | ----- |
| 2015 | Manor-Ferrari | AUS | MYS | BAH | XIN | ESP | MON | CAN | AUT | GBR | HON | BEL | ITA | SIN 14 | JAP 18 | RUS | USA 12 | MEX 15 | BRA 18 | ABU |    | 19º  | 0     |